# 矮生长蒴苣苔
矮生长蒴苣苔（学名：Didymocarpus nanophyton）为苦苣苔科长蒴苣苔属下的一个种。